# Partizanska bolnica Franja

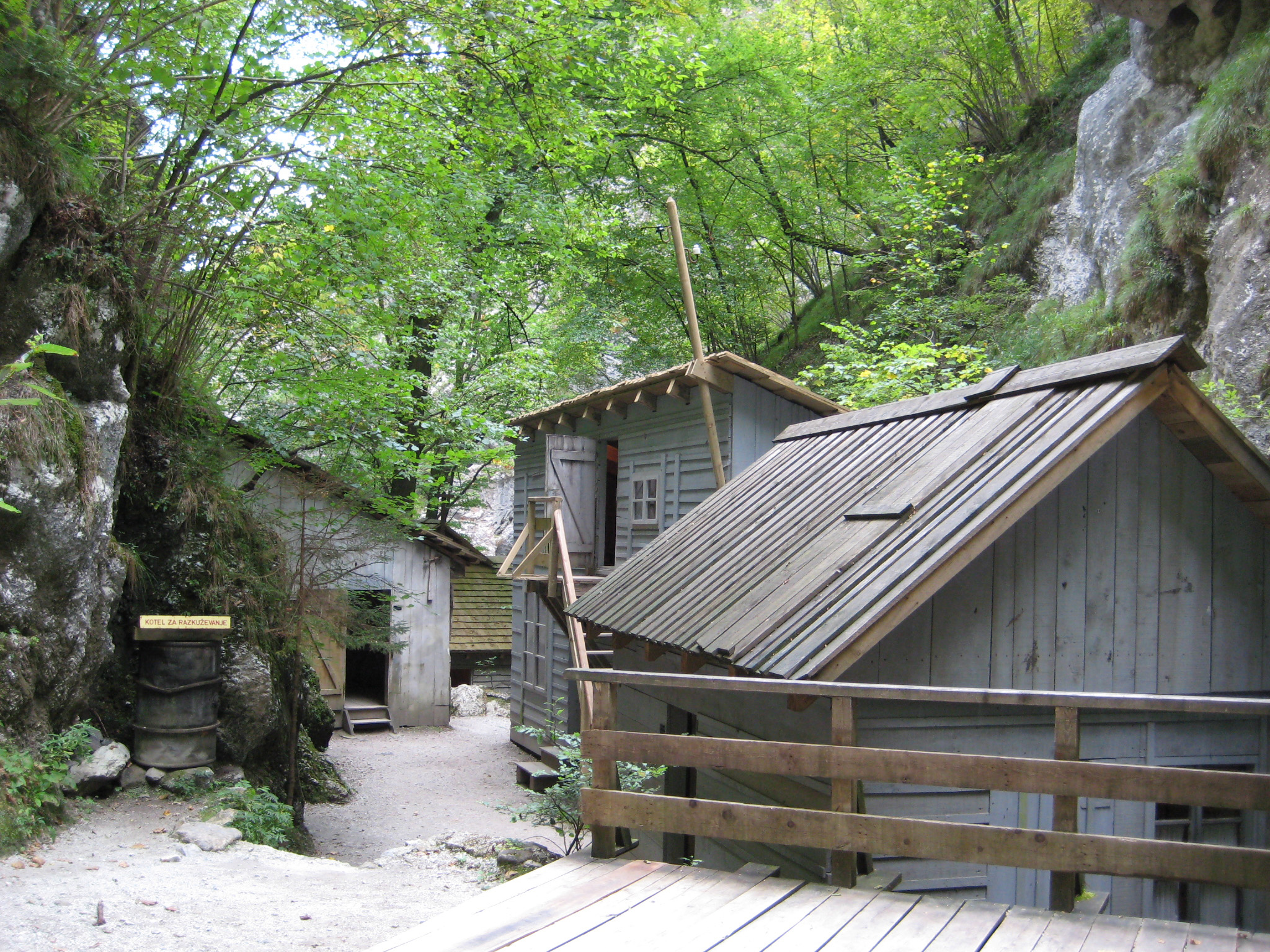
Het partizanenziekenhuis Franja

De Partizanska bolnica Franja (Nederlands: Partizanenziekenhuis Franja) was een verborgen ziekenhuis tijdens de Tweede Wereldoorlog in Dolenji Novaki in de gemeente Cerkno in het westen van Slovenië. Het ziekenhuis werd door Sloveense partizanen gerund ter ondersteuning van hun activiteiten tegen de nazi-Duitse en Italiaanse bezetters. In het ziekenhuis zijn zowel soldaten van de geallieerden als van de asmogendheden behandeld. Het ziekenhuis is tijdens de Tweede Wereldoorlog nooit gevonden door troepen van de asmogendheden. In 2014 heeft het partizanenziekenhuis het Europees Erfgoedlabel gekregen.
Partizanenziekenhuis Franja (Cerkno) ·
Kerk van de Heilige Geest op de Javorca (Tolmin) ·
Zdravljica ·
Wandelpad Cisterscapes: Klooster Kostanjevica (Kostanjevica na Krki) / Klooster Stična (Ivančna Gorica)